# 避難
避難（ひなん、Evacuate）とは、災難を避けること。災害を避けて、（住んでいる場所や滞在している場所から）安全な場所へ立ちのくこと。退避もほぼ同義語として用いられる。

## 避難の要因

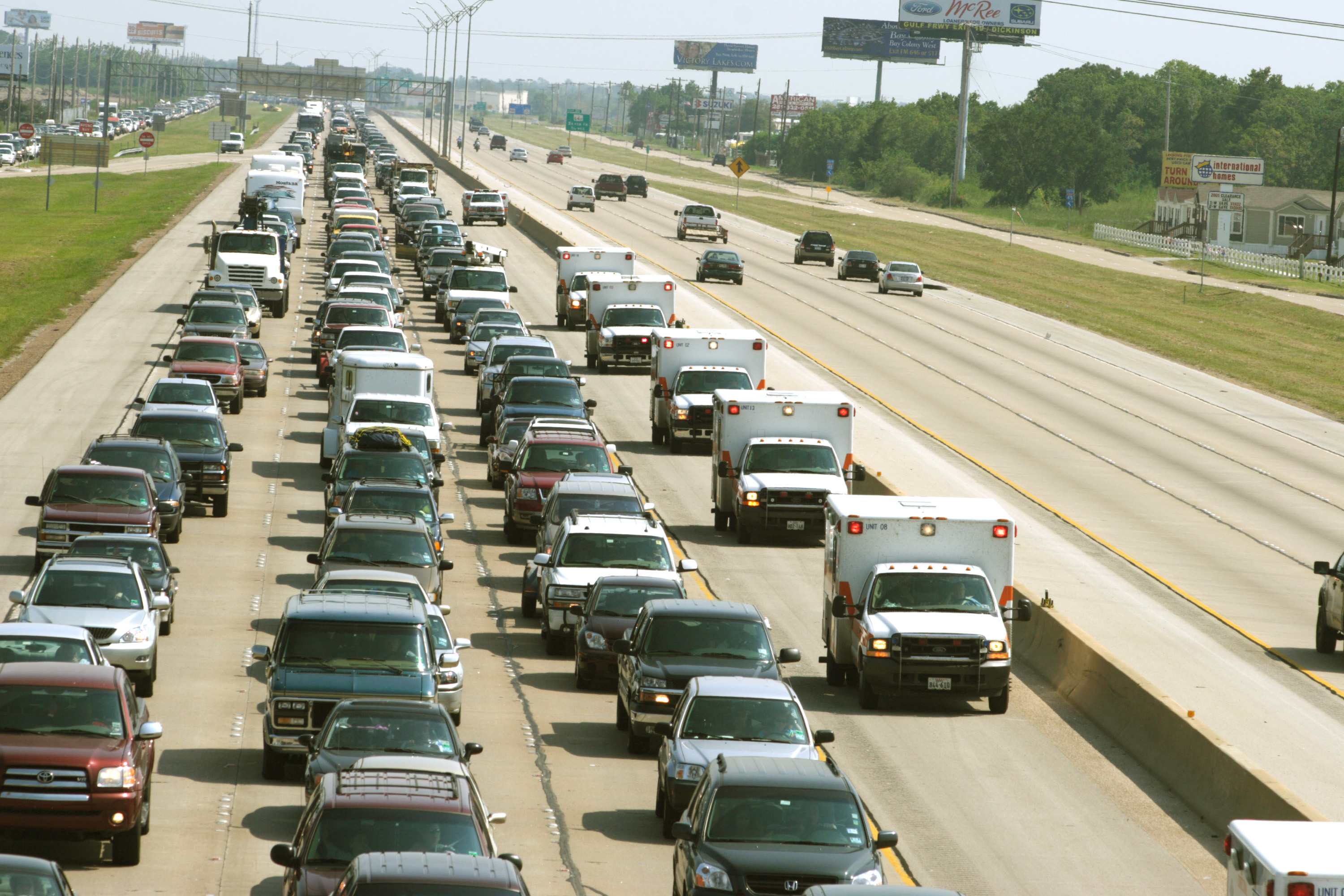
ハリケーン・リタに備えて州間高速道路45号を避難するガルベストン市民、2005年

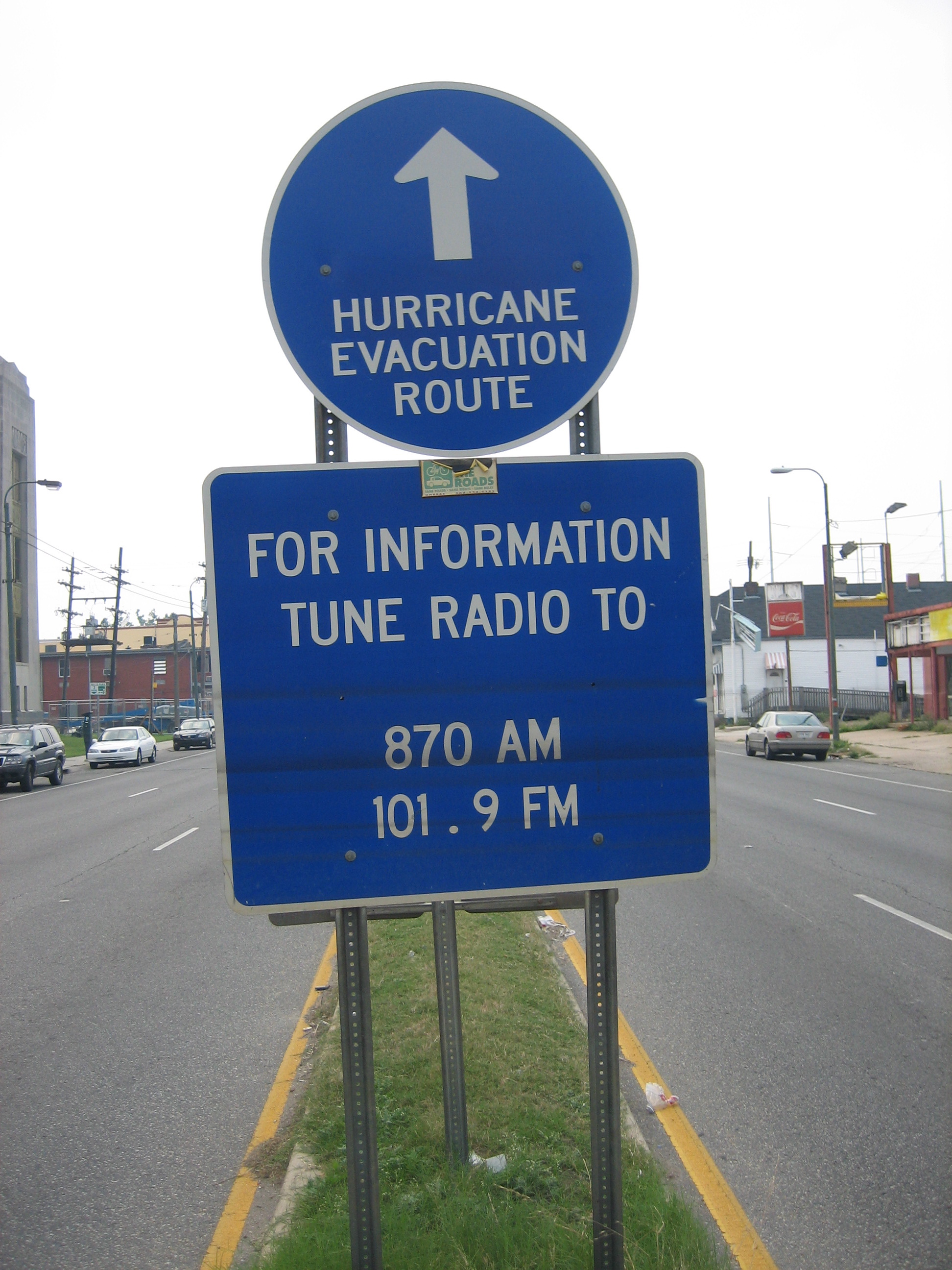
避難道路を示す標識、ニューオーリンズ Tulane通り

主なものとして、自然災害では
- 火山の噴火
- 低気圧（嵐）
- 熱帯低気圧（台風）
- 洪水
- 地震
- 津波
- 山火事
- 竜巻

他のものでは、
- 軍事攻撃、爆撃（空襲）、戦闘
- 産業事故
- 化学物質の流出
- 原子力事故
- 交通事故、鉄道事故、航空事故
- 火災
- テロ攻撃
- 構造破損（橋やビルなどの構造物の破損）
- 感染症、バイオハザード（隔離の逆となる）

などが挙げられる。

## 避難の考え方
法律では、自治体（市町村・都道府県など）や国は災害から住民の生命・身体・財産を保護する責務があると規定されており、避難指示などを発令する権限が付与されている。これは国際的にも共通する認識である（cf.#避難民の権利）。一方で、人権尊重の立場から、その場から立ち退く避難を強制することはできないというのも、同じく共通認識である。そのため、一人ひとりの命を守る責任は最終的には個人にあり（自己責任）、避難指示などは強制力を持たない形式になっている。前述した市町村や国の責務は、ハード対策やソフト対策を通した災害への対処とともに、一人ひとりの避難行動を支援する知識や情報の提供などの形で実行されている。そして、それぞれの住民は、自治体や国の機関が出す情報を参考にしつつ、避難行動を自ら判断して実行しなければならないというのが、基本的な考え方である。
ただし、警報や避難指示などは、個人に対して発令されるものではなく、市町村や地区と言ったある程度大きな範囲に対して発令されるという性質がある。このギャップを埋める為には、それぞれの土地の地形や地質、建物の構造、家族構成などの特性に応じた適切な避難の方法・時期を判断する必要がある。そして適切な判断のためには、それぞれの住民がこうした特性や災害の知識を身につけることや、自治体・国や専門家がこうした取り組みを支援することが求められる。
なお、自力避難が難しい高齢者、障害者、子供、妊婦などの避難行動要支援者については、周囲や行政が避難を援助する必要があり、法律でも規定されている。

## 避難の類型
避難行動は、その場の状況により2種類に分けられる。屋外の安全な場所へと移る立ち退き避難と、屋外への避難がかえって危険な時に行う緊急的な屋内での安全確保である。日本では長らく市町村が発令する避難指示などは立ち退き避難を指していたが、それがかえって危険な場合もあることから、2013年に屋内での安全確保を含めるよう定義の変更が行われた。立ち退き避難には「水平避難」、屋内での安全確保には「待避」や「垂直避難」という呼び方もある。
考え方としては、避難の基本は「立ち退き避難」であり、なおかつ一定の安全が確保されている指定緊急避難場所（避難場所）への移動が基本となる。しかし、避難場所への移動がかえって危険な場合は、公園や親戚・友人の家といった屋外の安全な場所、または近隣の高い建物や頑丈な建物などへ移動することが望ましい。さらに、外出すら危険な場合は、屋内でもより安全な場所、例えば浸水の危険性がより低い2階や、がけ崩れがより及びにくいがけから遠い部屋などに移動する「屋内での安全確保」が適切である。そして、こうした判断には、避難の危険性を評価する状況判断と、浸水のしやすさといった災害の事前知識が効果を発揮する。
避難行動は、そのタイミングにより2種類に分けられる。危険が及ぶ前にそれを避けて別の場所へ移っておく事前避難と、既に身近に危険が及んでいるときにとっさの回避行動として別の場所へ移る緊急避難である。津波の例を挙げると、揺れを感じた時点で避難したり、津波警報や避難指示を見聞きして避難した場合は事前避難になる一方、津波の水や破壊される家などを目にしてから避難した場合は緊急避難になる。津波警報などを聞いていて危険を認識していても、準備などをしていて行動が遅れたため津波を目にしてから避難した場合は、これも緊急避難である。危険を認識してから逃げる火災の場合は全て緊急避難となる。
事前避難と緊急避難が異なるのは、事前避難においては#避難のプロセスに示したような避難方法や避難中の安全を考える時間が長いことに対し、緊急避難ではその時間が短い、つまり避難を決断するまでの猶予がほとんどないことである。
これ以外の型の避難もある。例えば、大災害が過ぎた後に、住居の損壊やライフライン・生活サービスの未復旧のために仮の滞在場所に移ることなどが挙げられる。しかし、これらは厳密には「避難」と呼ばない場合がある。具体的には、大地震で住居を失った被災者が収容避難場所に滞在したり、仮設住宅に入居したりする場合が挙げられる。
また、市町村の避難指示などを受けて行う避難に対して、その対象外の人が自主的に避難することを自主避難と呼んで区別する。
なお、特に自宅から遠方での避難を余儀なくされている人たちのうち、自国内にいる人を国内避難民、国外にいる人を難民と呼ぶ。

## 避難行動・避難心理

### 避難のプロセス
人間が危険を知って避難を行うに至るまでの行動や心理面のプロセスは、資料や研究者により異なるが、一例を示せば以下のようになる。
1. 災害の脅威が発生したあるいは接近していること、または災害の危険性があることを知る段階（危険の察知）
2. 災害の危険性を示す情報が、本当かどうかを確かめる段階（確認）
3. 自分が今いる場所の危険性がどの程度高いのかを判断する段階（危険性の評価）
4. 避難することの有効性や損得を評価する段階（避難の有効性の評価）
5. 避難中の安全性や避難の実現性を評価する段階（避難の実行可能性の評価）
6. 避難することを決断する（避難の決断）
7. 避難先、避難経路、タイミング、手段などを決める段階（避難行動の決定）
8. 実際に避難する

3.の危険性の評価は、住民各自が持っている過去の経験に基づいて主観的に予想するものであり、経験のない人は「自分なら大丈夫」「今回は大丈夫」などと考えて危険性を過小評価する傾向にあるといわれている。これを正常性バイアスという。また、間近に迫っている危険を実際に見聞きしているかどうか、警報や避難情報などが出されているかどうかといった点も、評価に影響を与える。ここで、同じような災害において、警報が出されても大きな被害が出ない（報じられない）事態、つまり空振りと認識される事が続くと、その効果が次第に低下してしまう現象が起きる。
5.の避難の実行可能性の評価は、災害が進展すればするほど可能性を低く評価してしまう。例えば、大雨や暴風雨がすでに激しくなってしまっている状況では、避難時の危険を考えて自宅に留まるというように避難をしない判断に至る場合が多くなる。
3.の災害の危険性と、5.の避難の安全性は、共に避難行動を左右するにもかかわらず相反する関係にある。例えば、暴風雨がすでに激しくなっている段階では目前にある災害に対して強い実感を持つが危険性は高い。一方、暴風雨が予想されているがまだ穏やかな状態では、避難の危険性は低いが災害の危険の実感は涌きにくい。警報や避難情報を出すときには、この両者のバランスがとれた「避難のゴールデンタイム(Golden Time)」に出すと最も効果が高くなると考えられている。ただし、避難に時間がかかる要援護者の場合や、避難所までの所要時間が長い地域、周辺より災害が起きやすいところ（例えば浸水しやすい低地など）などでは、避難のゴールデンタイムを他よりも早めにしなければならない。このように、警報や避難情報を出すタイミングは個人差や地域差も考慮する必要がある。

### 避難を妨げる心理要因
東日本大震災の死者・行方不明者は1万8千人に上り、その9割は津波によるものである。多くの死者が出た原因として、従来の科学的想定を超える「想定外」の規模だっただけではなく、三陸が津波の常襲地帯であるにもかかわらず多くの人が避難しなかったことが挙げられる。ただし、その理由は、必ずしも災害に対する意識が低かったのではなく、以下に挙げるような人間誰しもが持つ様々な心理的要因が作用したと考えられる。
- 津波警報の空振り経験を重ねることによる「オオカミ少年効果」 - 速報性を重視する津波警報の仕組み上、予報区を細かく分けることができない。実際の津波の高さは地形の影響で地点によりまちまちだが、津波警報では数地点のうち最も高い値をその予報区の津波の高さとして扱うため、警報が発表されても多くの地域では警報より小さい津波が観測される「空振り」となる。住民は、空振りの経験を重ねるごとに「逃げなくても大丈夫だろう」「この前も大丈夫だった」という警報を軽視する心理が強まり、避難をしなくなっていく[10]。
- 正常性バイアス - 災害に直面したとき、「（自分に限って）被災するはずないだろう」というように、避難しなければいけない状況にあることや被災するしれない可能性から目をそむけてしまうこと。無意識のうちに不都合な情報を無視してしまう、人間が持つ心理特性[11]。
- 認知的不協和 - 避難すべきだと認識はしていても、正常性バイアスにより実際には避難していない状況下で、「この前の津波警報の時も津波は来なかった」「隣の人もまだ避難していない」というように、避難していない自分を正当化しようとすること。不安を解消しようとする、人間が持つ心理特性[11]。
- 防災における住民の主体性の低下 - 法令等により国や自治体には災害から国民や財産を守る責務が規定されてはいるものの、避難すべき状況下では根本的に、自分の命は自分で守らなければいけない。「避難勧告が出なかったから避難しなかった」「津波警報が出たから避難したが、空振りだった。避難して損した」というような考え方はいわば受け身の姿勢であり、自らの命を守ることに関して行政に依存し主体性を欠いているといえる。空振りに対して「避難して損した」ではなく「避難したけど何事もなくてよかった」と捉え、警報時に毎回避難することを継続していくことが、本当に津波が来たときに功を奏することになる[12]。
- ハード対策の逆効果 - ダム・堤防や防潮堤などの施設（ハード）対策を強化することは、一定レベル以下の災害では効果を発揮する一方、「防潮堤があるから大丈夫だ、津波は来ない」という過信をも生み、それを超過するレベルの災害では逆効果にもなる[13]。

また、避難については以下のような傾向が見られる。
- 高齢者は避難を拒む傾向がある[14]。
- 深夜の災害は、状況把握、情報伝達、避難のいずれも困難で、他の時間帯に比べて被害が大きくなる[14]。
- 災害の際には、家族が一体になろうとする避難行動をとる傾向がある[14]。
- 隣人や近しい人の避難行動は影響力が大きく、避難を躊躇しているときには特に強く作用する[14]。
- 災害経験が良く伝承され、自然に根差しその土地の性質に通じており、自ら守る意識が強く、地域の結びつきが強い山あいの集落では避難が行われやすい。対する都市部では、これらがいずれも弱く、避難が行われにくい[14]。
- 責任と実行力・決断力のあるリーダーが存在すると、大量避難が成功しやすい[14]。

### 避難を促す教育
片田敏孝らは、岩手県釜石市の小中学校で2003年から津波防災教育に助力した。そこでは、自然災害や避難に対する考え方として、以下の3原則を教えている。なお、子供への防災教育は、親や地域に波及する効果も期待される。一方で、親や地域住民の防災姿勢がその教育と整合していなければ実行性が低下するため、学校と家庭・地域の連携も求められる。また、ここでは「津波の恐ろしさ」を最初に伝えることは避け、海の恵みというメリットを享受している半面、数十年に一度津波というデメリットを受けざるを得ないということを前置きし、常日頃から災害に怯えたり恐れたりするのではなく、「その時」だけしっかりと避難することで地域の自然に誇りを持つことを教えているという。
- 想定にとらわれるな - ハザードマップには一定の効果がある半面、災害イメージを固定化させる側面がある。ハザードマップは、あるシナリオに基づいて作成された無数の災害パターンの1つに過ぎず、それを超える可能性は十分にありうる。例えば東日本大震災において釜石市では、ハザードマップの想定を大きく超えて内陸まで津波が到達した。そのため、自ら状況判断することの重要性を説いている[15]。
- その状況下で最善を尽くせ - 東日本大震災において釜石市の鵜住居小学校・釜石東中学校の児童・生徒は、校内放送を待たず率先して避難を始め、避難場所に指定されていた老人ホームまで避難した。しかし、施設近くの崖が崩れかけていたり津波が防潮堤を超える様子を見て更なる避難を呼びかけ、より高い介護福祉施設まで、更により高い石材店まで避難した。実際の津波は、小学校では校舎の3階まで到達、老人ホームでも3mを超え、介護福祉施設の手前まで到達した。「ここまで来れば大丈夫」ではなく、できる限り最善の行動をとるよう説いている[15]。
- 率先避難者たれ - 正常性バイアスなどが働くため、人間の心理として、なかなか避難を決断することができない。一方、これも人間の心理として、誰かが率先して避難すれば、同調して周囲の人が避難しやすくなる[15]。

## 建物内の避難
建物内では、耐震基準や防火に関する規定などにより災害への耐性を高めると同時に、避難路を確保したり避難を助けたりする方法がとられる。日本では、消防法各条文のほか、建築基準法35条（特殊建築物等の避難及び消火に関する技術的基準）などに規定されている。特に、不特定多数の人が利用する学校、体育館、病院、百貨店、映画館などの施設では基準が厳格である。
避難に関係する設備の主なものを以下に挙げる。これ以外は「消防用設備」の項目を参照のこと。
- 避難路を確保するもの
  - 避難設備
    - 廊下 - 規模や用途など要件を満たす建築物では、廊下の幅員が定められているほか、非常灯の必要照度が定められている。
    - 非常口 - 恒常的な出入りにも使用するものと、非常時のみ使用するものがある。誘導灯が設けられることが多い。規模や用途など要件を満たす建築物では、人員や面積に応じて必要な非常口の数が決められている。
    - 階段（避難階段=非常階段） - 恒常的な出入りにも使用するものと、非常時のみ使用するものがある。規模や用途など要件を満たす建築物では、人員や面積に応じて同一階内での階段までの歩行距離が決められており、これに応じて階段の数を決める。
    - 緩降機、避難はしご、滑り棒、滑り台、避難ロープ、救助袋、避難橋 - 建物から外へ、あるいは建物から建物へ避難するための、専用の設備。
- 避難を助けるもの
  - 警報設備
    - 自動火災報知設備（自火報） - 火災を検知してベル・音声放送・灯火などで警報を発する。耐火性能を有する。
    - 非常放送設備 - 情報を案内したり、避難を促したりする。耐火性能を有する。
    - 誘導灯 - 避難口や避難路を示す。
    - 非常用照明器具（非常灯） - 避難路や室内を照らして避難を助けるもの。通常時も点灯するもの、非常時のみ点灯するもの、両者の混合型のものがある。

## 屋外への避難（立ち退き避難）
災害対策基本法上は、日本における避難先は、緊急的に安全を確保するための「避難場所」と、しばらくの間避難生活を送る「避難所」に（ざっくりと）区分されている。これらは市町村が指定する。（ただし、同法内の「避難所」という用語・用法は、一般概念の「避難所」とは、やや異なった面がある用法である。）
- 指定緊急避難場所（避難場所） - 災害の危険から逃れるため、緊急的に身の安全を確保するための場所。災害の種類（洪水、崖崩れ・土石流・地滑り、高潮、地震、津波、大規模火災、内水氾濫、噴火）ごとに可・不可があり、例えば地震や火災では避難できるが浸水の恐れがあるため洪水の場合は避難してはいけないような場所もある。
- 指定避難所（避難所） - 災害の危険から逃れる住民が危険がなくなるまで滞在し、または災害で住居を失った住民が一時的に滞在して、避難生活を送る避難所。

上記は2013年の災害対策基本法改正により改められたものである。それ以前は、以下の区分が用いられていた。
- 一時避難場所 - 一時的な安全確保のために避難する場所。その多くは、広域避難場所よりも狭い。指定緊急避難場所に該当する。
- 広域避難場所 - 延焼火災などで一時避難場所が危険になった場合に移動してくる、より安全な避難所。指定緊急避難場所に該当する。
- 収容避難場所 - 避難者が避難生活をする避難所。概ね指定避難所に該当する。

避難所に避難する場合の目安として、避難経路を示す標識が交通量の多い場所などに設けられることがある。
世界的には、例えばハリケーンなどの災害時に避難を優先する道路が指定されている例（アメリカ南部のHurricane evacuation route）や、災害時に一方通行路の逆走が認められる例（参考：en:Contraflow lane reversal#For use in emergency evacuation）がある。

## 要因別の避難方法
総務省監修の『安全・安心の基礎知識』を参考に、要因別に推奨される避難方法を以下に示す。
火災
できるだけ落ち着いて行動する（煙を吸い過ぎないためなどから）。乳幼児、高齢者、障害者、病人などを優先して避難させる。いったん避難したら戻らない。煙の中では、濡れタオルなどで口と鼻を押さえて煙を吸わないように（姿勢を低くして）避難する。最後の避難者はドアを閉める（空気を遮断し延焼を抑えるためなどから）。服装や持ち物などにこだわらず、早めに避難する。消火に気を取られて避難のタイミングを失わないようにする。なお、平時から2方向以上の避難口を確保しておくことがよいとされる。高齢者や病人などと同居している場合は、同居者が誘導することを考えて寝室は1階に設けることが理想だが、2階とする場合は2方向以上の避難口を用意し、枕元にホイッスルや呼び笛など音の出るものを常備しておくとよいとされる。
地震
屋内では、まずテーブルの下などに身を隠して安全を測るのが基本だが、可能ならドアを開けて避難口を確保しておく（ドアが歪んで開かなくなるのを防ぐため）。瓦や窓ガラスなどの落下物でけがをする危険があるので、慌てて外に飛び出すことは望ましくない。屋外では、まず落下物に注意してカバンやコートなどで頭を守るのが基本だが、近くに頑丈なビルや広場があればそこへ退避する。揺れが収まってから、遠くへ避難する場合でも原則として徒歩が望ましい（自動車は交通の混乱や緊急車両の妨げになる可能性があるため）。避難時は、動きやすい服装で、持ち出し品は最小限とする。海辺では、津波は地震後すぐに到達する場合があることを考えて、揺れを感じたらすぐに避難する。
風水害
他の災害よりも時間の猶予があるため、早めに対策を取るよう心構えておくとよいとされる。平時から、ハザードマップを参照して各家庭等で安全かつ速く避難できる経路や避難先を相談しておくこと、自主防災組織では避難時の活動方法を事前に協議しておくことが、それぞれ望ましい。地震と同様、避難は原則として徒歩が望ましい（浸水で停車するリスクがある）。
土砂災害
前兆がみられることが多いため、それを早期発見して早めに避難することが望ましい。発見した場合は、周辺住民や市町村に連絡することが推奨されている。
竜巻
竜巻は、予測が難しいことを認識しておくとよい。屋外で竜巻に遭遇した場合、飛来物に当たらないよう、周囲を囲まれた安全な場所に身を隠す。
火山
火山噴火では他よりも長期の避難を想定する必要がある。一次避難場所への移動は他と同様に原則として徒歩が望ましい。広域避難場所への移動は、市町村がバスを用意するなど別途指示される場合が多い。
テロ
特に治安の悪化している地域では、メディアのテロ等に関する情報に注意しておくことが望ましい。テロに遭遇した場合、できるだけ早く遠くに離れ、遮蔽性の高いところに身を隠す。屋内では、できるだけ速やかに現場から離れて屋外に退避する。屋外では、風上に向かって逃げるのが望ましいが、難しい場合は近くのビル内に一時退避してもよい。パニックにならず冷静に自分の状況を掴むことが、迅速な避難につながるとされる。
有事
日本では、軍事攻撃が予想されるまたは発生した場合、国からの指示に基づいて都道府県知事が具体的な避難方法を指示することになっている。大規模なテロの場合もこれが準用される。
非常用物資（防災用品）については、水と食料は3日分用意しておくのが理想とされ、他に道具として懐中電灯、ラジオ、ライター、ナイフ、軍手、衣類、ごみ袋などを用意しておくとよいとされる。これらはリュック等に詰めておき、両手が使える状態で避難できるのが望ましい。

## 避難と情報
避難の目安を示すために社会が行うのは、災害の水準や可能性を示す警報や避難指示などである。
警報や避難指示の効果が高いのは、危険の接近速度が速い台風や大雨、津波のような現象である。特に、ハード対策を超えるような大きな外力の災害ほど有効で必要性も高い。ただし、地震のように突然かつ予知可能性が低いものは、技術的に困難であり警報に依存することができない。
また、警報や避難指示はある程度まとまった空間的・時間的区切りで出さざるを得ないのに対して、危険性の程度や種類は地域によって大きく異なる点に留意する必要がある。そのため、警報を出す行政側としては、空振り経験の繰り返しや回避可能な二次被害を招きかねない一律的な発表ではなく、ある程度細分化した区切りでの発表が求められる。一方、警報を受け取る住民側としては、予め地域の災害の特性を学んでおくことで、警報を参考に危険性を正しく評価できるようにすることが求められる。

### 日本の避難情報
日本では、洪水、土砂災害、噴火などの災害で住民の生命に危険が及ぶ恐れがあるとき、災害対策基本法に基づいて市町村長が、避難に関する情報を発表する。以下の3種類があり、下の方ほど重い。
| 名称             | 性質 |
| ---------------- | --- |
| 「高齢者等避難」 | 対象地域の要配慮者（避難に時間が掛かったり手助けが必要だったりする高齢者、障害者、乳幼児等）に対して、早めの避難を促すもの。 また、要援護者以外のすべての住民などに対しても、今後の危険性増加に対して準備をすることを求める。警戒レベル3。 |
| 「避難勧告」     | （2021年5月に廃止）対象地域のすべての住民などに対して、避難を促すもの。 |
| 「避難指示」     | 対象地域のすべての住民などに対して、危険な場所から避難することを求めるもの。まだ猶予を持って安全を確保できる段階。警戒レベル4。 |
| 「緊急安全確保」 | 災害が切迫または既に発生しており、避難または屋内安全確保を求めるもの。この段階では、行動を取っても身の安全を確保できるとは限らない。警戒レベル5。                                                                                          |

なお、居住地域への適用例は極めて少ないが、災害対策基本法には「警戒区域の設定」の規定もある。市町村長が区域を指定し、災害応急対策に従事する者以外、区域内への立ち入りを制限（禁止）するとともに、退去を命令するものである。こちらは、従わなかった者に対し罰金または拘留の罰則規定がある。
避難準備は災害対策基本法法第56条（市町村長の警報の伝達及び警告）、避難指示および緊急安全確保は同法第60条（市町村長の避難の指示等）、警戒区域の設定は同法第63条（市町村長の警戒区域設定権等）に、それぞれ規定されている。すべて原則として市町村長が行う。ただし、被災により市町村の行政機能が損なわれたときは都道府県知事が行うこととなっており、さらに市町村長が情報を出すことができないときや市町村長から指示があったときは、警察官または海上保安官が代行することが認められている（同法第61条・63条）。
2021年5月、政府は「避難勧告」を廃止して「避難指示」に一本化し、「避難指示」よりも切迫した状況の情報を「緊急安全確保」に変更した。避難準備は2000年代になって創設されたもので、当初は法律に規定されていなかったが、2013年の災害対策基本法改正により明記された。2016年12月には、同年の台風10号の水害で高齢者施設の被害が発生した教訓から、避難準備の呼称を変更した。2021年5月に廃止された「避難勧告」は、より重い「避難指示」と混同されやすい問題があった。なお、「避難命令」という名の情報は日本には存在せず、海外のように罰則を伴う命令という点では警戒区域の設定がこれにあたる。
発表基準の目安
高齢者等避難
水害 : 川の水位が避難判断水位に達しており更に上昇すると見込まれる場合や、（大きな川の中下流域では） 洪水警報に相当する危険度分布「警戒（赤）」の場合など。
土砂災害 : 大雨警報（土砂災害）が発表された場合や、危険度分布「警戒（赤）」の場合、過去の事例に基づく雨量基準などで早期避難を開始すべき水準に達した場合など。また、大雨注意報発表中の夕刻の段階で夜から早朝の間に大雨警報への切り替えの可能性がある場合。
高潮 : 警報に切り替える可能性が高い旨の高潮注意報発表や、高潮特別警報発表の可能性がある場合（上陸24時間前）。
なお風水害では、台風等で避難が難しくなる暴風が予想される場合は風の弱い段階で、夜間から明け方に強い降雨が予想される場合は夕方の時点での発表を検討する。
津波 : 猶予時間のある遠地津波で、津波警報等に先立って発表する場合。
避難指示
水害 : 川の水位がはん濫危険水位に達しており更に上昇すると見込まれる場合や、危険度分布「危険（紫）」の場合、ダムの緊急放流の可能性がある場合など。洪水警報が発表された後の段階。
土砂災害 : 土砂災害警戒情報が発表された場合や、危険度分布「危険（紫）」の場合、土砂災害の前兆現象が発見された場合など。
高潮 : 高潮警報が発表された場合や、高潮特別警報が発表された場合（上陸12時間前）。
なお風水害では、台風等で避難が難しくなる暴風が予想される場合は風の弱い段階で、夜間から明け方に強い降雨が予想される場合は夕方の時点での発表を検討する。
津波 : 津波注意報、津波警報、大津波警報が発表された場合、そのレベルと予想波高に応じて対象地域を拡大する。また、停電や通信支障により警報を受けられない状況下で強い揺れや1分程度以上の長い揺れを感じた場合。
津波は猶予時間が短く、避難指示を基本とし、緊急安全確保は出さない。
緊急安全確保
水害 : 川の水位が堤防を越えると見込まれる場合や、堤防の漏水や亀裂が発見された場合、決壊・越流が既に発生した場合、排水施設の停止で氾濫の危険が高まった場合。危険度分布「災害切迫（黒）」の場合など。
土砂災害 : 大雨特別警報（土砂災害）が発表された場合や、危険度分布「災害切迫（黒）」の場合。土砂災害の発生が確認された場合など。
高潮 : 堤防の倒壊や水門の故障が発見された場合、越波・越流が既に発生した場合など。なお、基本的には台風の暴風域に入る前に避難指示を発表することが前提であるため、この時点では屋内での安全確保や近距離にある頑丈で高い建物への避難に限定すべきとされる。
災害対策基本法以外でも、以下の法律に規定がある。
- 原子力災害対策特別措置法は、原子力緊急事態宣言がなされるような原子力災害の際、内閣総理大臣が市町村長または都道府県知事に対して「避難勧告」あるいは「避難指示」を発表すべきことを指示することを規定している[28]。
- 地すべり等防止法は、都道府県知事または職員が、地すべりの危険が切迫している地域の住民に対して「避難指示」を発表することを認めている[28]。
- 常時設定されるという点で性質は異なるが、土砂災害警戒区域等における土砂災害防止対策の推進に関する法律（土砂災害防止法）は、都道府県知事が、がけ崩れ、土石流、地すべりの危険性のある区域を「土砂災害警戒区域」あるいは「土砂災害特別警戒区域」に指定することとしている。実際には「がけ崩れ警戒区域」など土砂災害の種類を冠した名称で設定されている。
- 水防法は、都道府県知事または職員あるいは水防管理者が、洪水や高潮による氾濫の危険が切迫している地域の住民に対して「避難指示」を発表することを認めている。また、水防団長または水防団員あるいは消防職員が、水防上緊急の必要がある場所において「警戒区域」を設定することを認めている[28]。
- 武力攻撃事態等における国民の保護のための措置に関する法律（国民保護法）は、市町村長が、武力攻撃による生命の危険が発生しているあるいは発生しようとしている地域において「警戒区域」を設定することを認めている[28]。
- 消防法は、消防職員又は消防団員が、火災の現場において「消防警戒区域」を設定することを認めている[28]。

## 避難中の被災を避ける安全確保
市町村の避難指示などを受けた避難や、自主避難の最中に被災する事例も存在する（例えば）。2000年代頃には、風水害の犠牲者のおよそ1割が避難中の被災だった。2010年代に入ると、危険性の段階や状況に応じて垂直避難など多様な選択肢も周知されるようになった。避難中の被災を避けるために気を付ける点は以下の通り。
- 夜間や暴風が吹く時の屋外の避難は危険を伴うため、明るいうちから、風が強くなる前に避難を済ませる[27]。
- 大雨（洪水）では避難のタイミングが遅いと、避難中に洪水流に巻き込まれたり、道路の路肩崩壊に巻き込まれたり、濁った水で足元が見えず側溝や蓋が外れたマンホールに落下したり、避難経路が浸水や土砂災害で寸断されたりする可能性がある。大規模な洪水や高潮では、浸水が広範囲かつ長期間におよび、救援に時間がかかることが考えられる[27]。
- 雨が止み台風が過ぎてからも、水位が上昇したり、土砂災害が遅れて発生する場合があるため、帰宅の判断は、避難情報などを踏まえて慎重に行う[27]。
- 自動車による避難は、移動中に浸水により故障する可能性や、渋滞により迅速な避難が難しい可能性に留意する。車中泊をする場合、浸水など危険性が高いところに留まらないようにし、エコノミークラス症候群の予防が奨められる[27]。

### 屋内安全確保
屋内安全確保は具体的には、自宅や滞在している建物の浸水しない上階へ移動し留まることを指す。また、特に避難場所が遠い場合などは、近くにある身の安全を図れるマンションやビルなども選択肢となる。屋内安全確保にあたって気を付ける点は以下の通り。
- 屋内安全確保が可能なのは、留まる自宅などが（堤防決壊による浸水や水流による浸食の）氾濫想定区域などに該当せず、浸水しない階があり、一定期間留まることができる（水や食糧、薬が確保でき、電気、ガス、水道、トイレなどが使えなくても許容できる）場合。マンション高層階では安全は確保できるが、浸水が長引いた場合に生活が継続できるかどうかの考慮が必要[27]。
- 浸水の恐れがある降雨のある場合、避難指示などが出されていなくても、安全な上階で就寝することが奨められる[27]。
- 土砂災害や津波が及ぶ範囲内では、頑丈な建物も倒壊する恐れがあり、早期に立ち退き避難することが奨められる。特に、土石流で通常の木造家屋は全壊し2階以上に退避しても被災する可能性がある。立ち退き避難が難しい緊急時は、崖から少しでも離れた部屋に退避したり、ごく近くのできるだけ堅牢な建物に移ったりすることが選択肢となる[27]。

## 避難民の権利
ある程度遠方へと長期的な避難を行う人々の間では、家族の分断、避難先での偏見や差別、失業や経済的問題、関連死など様々な問題が発生する。こうした問題は法に基づく国・自治体の災害対応責務や、福祉や人権保障などの観点から保護されるべきと考えられる一方、国際条約がなく、各国の法整備や運用も未熟で、対応が不十分であるという問題がある。福島第一原発事故では、自主避難者への保護が薄いという問題や、災害救助法に基づく避難者支援が自治体の裁量に委ねられているためまちまちであるという問題が浮き彫りとなった。2017年10月17日には福島県南相馬市から兵庫県三木市に自主避難し、原発事故を巡る神戸地裁の集団訴訟で原告副代表を務めている三木市役所で働いていた女性が2015年8月～2017年9月まで三木市民らが支払った施設使用料・花火大会の出店料・市役所の親睦会費など公金などの計約270万円の着服していたことが判明しているなど自主避難者が受け入れてくれた先で犯罪を犯して善意を踏みにじることがあるなど自主避難の是非は難しい問題になっている。
国際的な原則としては、条約ではないが、2つの文書が広く用いられている。国連人権委員会に提出された「国内強制移動に関する指導原則」 (Guiding Principles on Internal Displacement) と、機関間常設委員会（英語: Inter-Agency Standing Committee）で採択された「自然災害時における人々の保護に関するIASC活動ガイドライン」である。両文書では、
- 被災者には、避難を行うか否かを決める権利がある。
- 避難者は、安全な場所への避難を確保される権利がある。
- 自主的な避難か強制的な避難かを問わず、避難者の権利は尊重される。
- 被災者は、二次的被害や危険物質から保護される。
- 国家は、被災者に対して支援や保護を行う義務・責任を負う。
- 行政は、避難者が元の住居に帰還する、あるいは別の場所に再定住することを可能にする義務・責任を負う。

などが示されている。

## 歴史上の主な大規模避難
- 1913年1月 - 桜島の大正大噴火・桜島地震により桜島の島民及び鹿児島市民ら9万人が周辺自治体に避難[42]。
- 1986年11月 - 伊豆大島三原山噴火に伴い、1万人の島民ほぼ全員が島外に避難した。
- 2000年3月 - 北海道有珠山噴火に伴い、最大1万6,000人に避難指示が出され、最大で5か月間避難が続いた[43]。
- 2004年10月23日 - 新潟県中越地震に伴い、孤立により村全域に避難指示が出された山古志村（現長岡市）をはじめ、最大で約10万人が避難生活を送った。[44]。
- 2005年8月 - アメリカ合衆国ルイジアナ州ニューオーリンズで、ハリケーン・カトリーナによる洪水・高潮に伴い市民約48万人に避難命令が出され、8割の市民が避難した。しかし、市の8割が水没した上に行政の対応がずさんだったことで、1,000人以上の死者を出した[45]。
- 2005年9月 - ハリケーン・リタが同ルイジアナ州南西部に上陸。3週間前のカトリーナの教訓もあり、高潮などの甚大な被害が予想された沿岸の広い範囲に避難命令が出され、隣のテキサス州では250 - 370万人が上陸時に避難していたと見られている。これは一度の避難人数としてはアメリカ史上最大である[46][47][48]。
- 2007年10月 - アメリカ カリフォルニア州南部の広範囲で発生した山火事により約100万人が避難した、同州史上最多の規模となった[49]。
- 2011年3月 - 東日本大震災に伴い、宮城・岩手・福島の沿岸部を中心に、震災直後のピーク時には40万人以上が避難所などに避難した。なお、この人数は福島第一原発事故に伴う初期の避難者を含む。
- 2011年3月 - 東日本大震災をきっかけに発生した福島第一原子力発電所事故に伴い、避難指示・計画的避難区域への指定などにより最大11万人以上が指定区域外へ避難したとみられている[50]。なお、2013年10月時点で未だ約1,150km2の区域の約81,000人に避難指示が出ている[51]。